# Cestàs
Cestàs (en francès Cestas) és un municipi francès situat al departament de la Gironda i a la regió de la Nova Aquitània.

## Demografia
| 1962                                       | 1968  | 1975  | 1982   | 1990   | 1999   | 2007   |
| ------------------------------------------ | ----- | ----- | ------ | ------ | ------ | ------ |
| 2.960                                      | 3.548 | 6.445 | 13.730 | 16.768 | 16.927 | 16.658 |
| Des de 1962: població sense dobles comptes |       |       |        |        |        |        |

## Administració
| Període | Identitat     | Partit |
| ------- | ------------- | ------ |
| 1972-   | Pierre Ducout | PS     |

## Agermanaments
- Licata
- Sanok
- Fürstenwalde